# Hubert Henzler
Hubert Henzler (* 13. März 1938; † 22. Dezember 2021) war ein deutscher Fußballspieler.

## Sportlicher Werdegang
Henzler entstammte der Jugend des VfB Stuttgart. Am 18. Februar 1961 rückte er in die in der Oberliga Süd antretende Wettkampfmannschaft auf und bestritt bei der 0:4-Heimniederlage gegen den Karlsruher SC unter Trainer Kurt Baluses sein einziges Ligaspiel in der höchsten Spielklasse.